# Encyclia rufa
Encyclia rufa är en orkidéart som först beskrevs av John Lindley, och fick sitt nu gällande namn av Nathaniel Lord Britton och Charles Frederick Millspaugh. Encyclia rufa ingår i släktet Encyclia och familjen orkidéer. Inga underarter finns listade i Catalogue of Life.